# Tosca (gruppo musicale)
Tosca è il duo di musica elettronica austriaco composto da Rupert Huber e da Richard Dorfmeister orientato verso la Trip hop.

## Storia
Dopo aver capito di avere passioni musicali in comune, i due decidono di formare un gruppo, dal nome Delhi 9 (Che poi sarà il nome di un album), successivamente mutato in Tosca.
Escono nel 1995 e 1997 due EP, intitolati Chocolate Elvis e Buona Sarah, contenenti alcune tracce che finiranno nel successivo (1998) Opera.
Il gruppo va avanti con successo e costringendo Dorfmeister a limitare la presenza nell'altro progetto con Peter Kruder (Kruder & Dorfmeister). Negli anni successivi vengono pubblicati tre album più qualche raccolta di remix e compilation: Suzuki , nel 2000, Delhi 9, nel 2003, J.A.C (2005) e infine Souvenir (2006), una raccolta dei migliori remix riguardanti le tracce dell'ultimo album.

## Discografia
- 1995 - Chocolate Elvis (EP)
- 1997 - Buona Sarah (EP)
- 1997 - Fuck Dub Remixes (remix album)
- 1998 - Opera
- 1999 - Chocolate Elvis Dubs (remix album)
- 2000 - Suzuki
- 2000 - Suzuki In Dub (remix album)
- 2002 - Different Tastes Of Honey (remix album)
- 2003 - Delhi 9
- 2005 - J.A.C.
- 2006 - Souvenir (remix album)
- 2009 - No Hassle
- 2010 - Pony (No Hassle Versions) (remix album)
- 2013 - Odeon
- 2014 - Outta Here